# Bivio Pratole
Bivio Pratole is een plaats (frazione) in de Italiaanse gemeente Bellizzi.

## Voetnoten
1. ↑  Prefisso telefonico a lato Bellizzi
2. ↑  Prefisso telefonico a lato Montecorvino Pugliano